# Lebanon Reservoir (Schuylkill County)
Das Lebanon Reservoir ist ein kleiner Stausee im Schylkill County in Pennsylvania. Der See wird durch den Christian E. Siegrist Dam gestaut und dient der Wasserversorgung der Stadt Lebanon.

## Der Stausee
Der Stausee befindet sich zwischen zwei Bergrücken des Appalachen-Gebirges, dem Sharp Mountain und dem Second Mountain. Bei Normalstau hat der See eine Fläche von knapp 43 ha und beinhaltet 4,5 Mio. m³ Wasser. Er wird von zwei Bächen gespeist – der Evening Branch mündet im Südwesten und der Fishing Creek im Nordosten. Den natürlichen Abfluss des Lebanon Reservoir bildet der Mill Creek.

## Die Staumauer
1994 wurde der Christian E. Siegrist Dam fertiggestellt. Die Beton-Staumauer ist 38 Meter hoch und hat eine Kronenlänge von etwa 200 m. Sie ersetzte einen in den 1940er-Jahren erbauten Erdschüttdamm, den etwa 21 m hohen High Bridge Dam (der Name stammte von einer ehemaligen Eisenbahnbrücke an dieser Stelle). Die neue Staumauer steht gegenüber dem alten Damm etwas weiter flussabwärts. Durch sie hat sich das Speichervolumen des Lebanon Reservoirs wesentlich erhöht.